# Ученик дьявола
«Ученик дьявола» — мелодрама Джорджа Бернарда Шоу, написанная в 1896 году. Входит в цикл из трёх пьес, которые автор иронически назвал «Пьесы для пуритан» (другие две пьесы цикла: «Цезарь и Клеопатра» и «Обращение капитана Брассбаунда»). Премьерная постановка Ричарда Мэнсфилда в Америке (1897 год) имела большой успех и утвердила имя Шоу как выдающегося драматурга.
Действие пьесы происходит в конце XVIII века в североамериканских колониях во время их войны за независимость. «Ученик дьявола», как и многие другие пьесы Шоу, посвящена теме «христианство и человек». Форму мелодрамы Шоу использует для пародирования и высмеивания театральных штампов. Главный герой, которого окружающие, да и он сам, считают бунтарём и безбожником, оказывается в итоге, как подчёркивает Шоу в предисловии к пьесе, истинным христианином, готовым пожертвовать собой, чтобы спасти ближнего.

## История написания и постановки

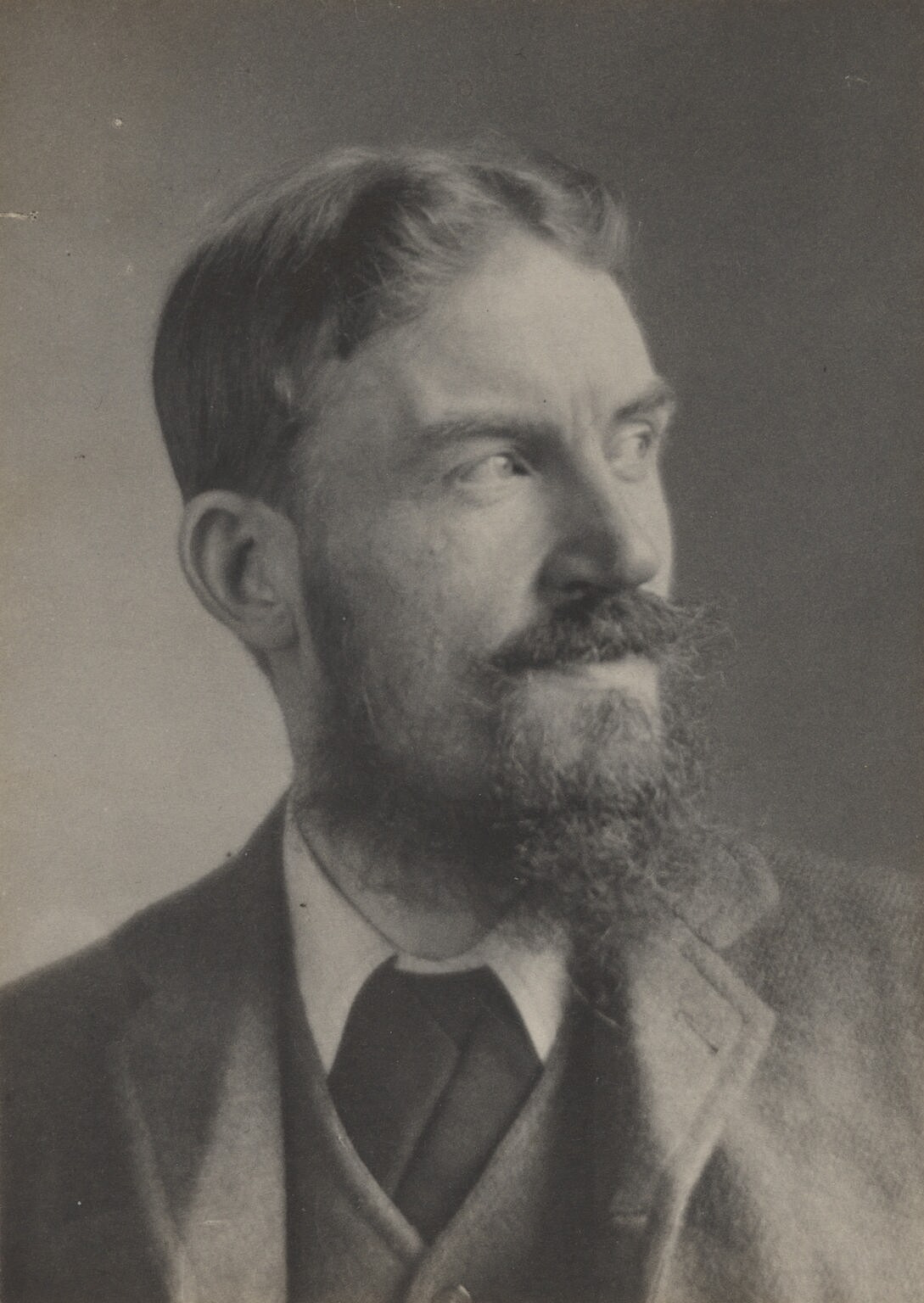
Бернард Шоу в 1894 году

Шоу давно собирался написать мелодраму, и подходящий случай представился в 1896 году, когда его приятель актёр Уильям Террис планировал кругосветное турне и попросил Шоу написать для него новую пьесу. Шоу работал над «Учеником дьявола» всего два месяца, сентябрь—октябрь 1896 года. Первая постановка с триумфальным успехом состоялась в США (1897 год, Нью-Йорк). Шоу получил из Америки 3000 фунтов гонорара и впервые в жизни обрёл финансовую независимость. В частности, он смог оставить надоевший и утомительный труд критика.
Террис не успел выступить в этой пьесе, он трагически погиб в декабре 1897 года. Первое английское представление состоялось в сентябре 1899 года в кеннингтонском «Театре принцессы Уэльской», а спустя год пьеса пошла в лондонском театре «Коронет». Английская публика приняла драму доброжелательно, но такого триумфа, как в Америке, не было. В России пьеса была впервые представлена публике в Воронеже (1906 год), причём вызывающее название было заменено на «Мятежник».

## Действующие лица
- Ричард (Дик) Даджен — отличается язвительностью и независимым характером, постоянно провоцирует окружающих на конфликт, любит шокировать их своим поведением. «Лоб и рисунок губ изобличают непреклонность духа поистине удивительную, а глаза горят фанатическим огнём». В отличие от других, фанатизм Ричарда выражается в совершении добра — он берёт под защиту затравленную сестру Эсси, благородно жертвует собой ради спасения Андерсона от казни. Хескет Пирсон назвал Ричарда «воинствующим святым», прообразом будущей героини пьесы о Жанне д'Арк[1].
- Антони Андерсон — священник. Характеристика Шоу: «Человек трезвого ума, живого нрава и приветливого склада. Ему лет пятьдесят… Без сомнения — превосходный пастырь духовный, но вместе с тем человек, способный взять лучшее и от здешнего мира и чувствующий некоторую неловкость от сознания, что уживается он с этим миром легче, чем подобало бы доброму пресвитерианину».
- Джудит Андерсон — жена священника, очень красивая женщина. Добра, порывиста, легко поддаётся своим чувствам.
- Миссис Даджен — мать Ричарда. Пожилая женщина, считает себя ярой христианкой и в силу своего особого понимания религиозных идеалов портит жизнь всем окружающим. Ненавидит своего «беспутного» сына Ричарда. Шоу даёт ей саркастическую характеристику:

Миссис Даджен и в лучшие минуты своей жизни кажется угрюмой и мрачной от суровых складок на лице, которые говорят о крутом нраве и непомерной гордости, обуздываемых окаменелыми догмами и традициями отжившего пуританства. Она уже немолода, но жизнь, полная трудов, не принесла ей ничего, кроме полновластия и одиночества в этом неуютном доме да прочной славы доброй христианки среди соседей, для которых пьянство и разгул всё ещё настолько заманчивее религии и нравственных подвигов, что добродетель представляется им попросту самобичеванием. А так как от самобичевания недалеко и до бичевания других, то с понятием добродетели стали связывать вообще всё неприятное. Поэтому миссис Даджен, будучи особой крайне неприятной, почитается крайне добродетельной.

- Кристофер Даджен (Кристи) — младший брат Дика, «толстый  придурковатый парень лет двадцати двух, белобрысый и круглолицый». По словам Ричарда, «благочестивая матушка так потрудилась над его воспитанием, что не оставила ему ни разума, ни соображения».
- Эсси — девушка 16 лет, сирота, двоюродная сестра Ричарда, робкая и запуганная. Ричард взял её под своё покровительство, от него Эсси впервые увидела доброе отношение.
- Майор Суиндон — типичный служака. Не отличается особым умом, предпочитает идти напролом и слепо исполнять предписания. Презирает всех американских повстанцев.
- Генерал Бэргойн — историческое лицо, аристократ. Очень умён, трезво разбирается в положении вещей. Ко всем окружающим относится с высокомерием и надменностью и даже на своего «коллегу» Суиндона поглядывает явно свысока. Как и майор, презирает повстанцев, однако в общении с ними гораздо более вкрадчив и обходителен. Любит критиковать и саркастически отзываться обо всём, от окружающих до своего командования: «Английский солдат, майор, может устоять против кого угодно, кроме британского военного министерства».

## Сюжет
Действие пьесы происходит в США во время войны за независимость. В одном из американских городков умирает глава большого семейства Тимоти Даджен. После его смерти выясняется, что свой дом он, к удивлению всей родни, завещал своему сыну Ричарду, слывшему в набожной семье «чёрной овцой» — к числу его грехов родственники приписывали общение с подозрительными личностями, тягу к постоянным авантюрам и занятие контрабандой. Дик, желая подразнить свою набожную родню, объявляет, что с этого дня этот дом будет домом дьявола.
Присутствовавший при чтении завещания пастор Антони Андерсон приглашает Дика Даджена к себе, желая предупредить его об опасности, так как не без основания полагает, что вошедшие в город англичане могут вздёрнуть Даджена на виселице (как наиболее свободномыслящую личность) для устрашения остальных. Однако разговор был внезапно прерван, так как Андерсона вызывают на исповедь к умирающей. Даджен остаётся в доме с женой священника Джудит, считающей его грешником и богохульником. В это время в дом входят английские солдаты и заявляют, что они намерены арестовать священника Андерсона как бунтовщика, призывавшего население города бороться против законного короля Георга Третьего. Дик Даджен, дав знак Джудит молчать, называет себя Антони Андерсоном и следует за конвоем. Вернувшись домой, священник узнаёт о происшедшем от жены, и, быстро одевшись и сев на лошадь, скрывается в неизвестном направлении.
На следующий день военный суд во главе с генералом Бэргойном и майором Суиндоном приговаривают мнимого священника к смерти. Джудит Андерсон, желая спасти молодого человека, к которому за его благородство она уже испытывает симпатию, рассказывает правду, однако английские офицеры оставляют приговор в силе.
Казнь прерывает приезд парламентёра из соседнего городка Спрингтаун, в котором накануне вспыхнуло восстание против англичан. К общему удивлению, все узнают в вожде восставших бывшего священника, а ныне капитана освободительной армии Антони Андерсона. Понимая, что положение английской армии безнадёжно, Бэргойн вынужден согласиться на выдвинутые Андерсоном условия — освобождение Ричарда Даджена и вывод из города английских войск.

## Идейно-художественные мотивы
В одном из писем Бернард Шоу объяснил: «„Ученик дьявола“ — мелодрама, состряпанная из всех сценических трюков театра Адельфи — чтение завещания, героическое самопожертвование, военный трибунал, казнь, помилование осуждённого в последнюю минуту». Все перечисленные типовые компоненты бесчисленных развлекательных пьес Шоу подверг озорной переделке. Вместо несправедливо обиженной матери, в развлекательных пьесах вызывающей сочувствие зрителей, Шоу вывел омерзительную фанатичную пуританку миссис Даджен, которая считает своим религиозным долгом изгнать из жизни естественные человеческие удовольствия, а любовь и доброту заменить жестокостью и страхом наказания. В качестве злодея и нечестивца семья рассматривает Ричарда, который и сам не прочь высмеять как предрассудки ханжескую мораль родственников, но в финале именно Ричард оказывается способным на благородное самопожертвование во имя ближнего.
Понимание персонажами своего настоящего религиозно-нравственного долга составляет один из основных мотивов драмы. Пастор Андерсон, неожиданно для себя, обнаруживает, что создан не для мирных молитв, а для сражений во имя народной свободы. Ричард Даджен, всю жизнь противостоявший  религии в её извращённо-обывательском понимании, оказывается, как пишет автор, подлинно верующим, «пуританином из пуритан».
Критики отмечают, что по своему интеллектуальному уровню и серьёзности пьеса во много раз выше любой мелодрамы, так что вернее её рассматривать как драматическую сатиру с элементами пародии на мелодраму.

## Постановки в СССР и России
- 1918 — Московский Латышский Рабочий Театр. Постановка Т. Амтмана.
- 1921 — Иркутский театр. Постановка П. В. Цетнерович.
- 1932 — Театр-студия Ю. А. Завадского, с участием Н. Д. Мордвинова и Р. Я. Плятта.
- 1956 — Ленинградский Большой драматический театр имени Горького.
- 1957 — Московский драматический театр имени К. С. Станиславского. Постановка Р. М. Иоффе. Е. П. Леонов в роли Кристи[6], одним из исполнителей роли Ричарда был Евгений Урбанский[7].
- 1957 — МХАТ Союза ССР имени М. Горького. Постановка Г. Г. Конского с участием М. В. Юрьевой. Роли исполняли: Ричард Даджен — Владлен Давыдов, Энтони Андерсон — Сергей Лукьянов, Джудит — Раиса Максимова, Миссис Даджен — Вера Попова и Анастасия Георгиевская, Кристофер Даджен — Леонид Харитонов, Эсси — Нина Гуляева, Генерал Бергойн — Григорий Конский и Михаил Названов, Майор Суиндон — Владимир Муравьёв. Спектакль был записан на радио в 1958 году[8].
- 1957 — Саратовский государственный драматический театр им. К. Маркса.
- 1989 — Норильский Заполярный театр драмы имени Маяковского.
- 2001 — Театр имени Моссовета. Постановка П. О. Хомского.

## Экранизации
- 1959 — «Ученик дьявола». В ролях: Андерсон — Б. Ланкастер, Ричард Даджен — К. Дуглас, генерал Бэргойн — Л. Оливье.
- 1976 — телеверсия Би-би-си. В ролях: Тони Черч, Джеймс Лоуренсон, Люси Флеминг.
- 1987 — англо-канадский телефильм с Патриком Стюартом и Иэном Ричардсоном.